# Mitzpé Ramón
Mitzpé Ramón (en hebreo: מצפה רמון) es un consejo local del Distrito Meridional de Israel. Se encuentra en el desierto del Néguev, a unos ochenta kilómetros al sur de Beerseba.

## Historia

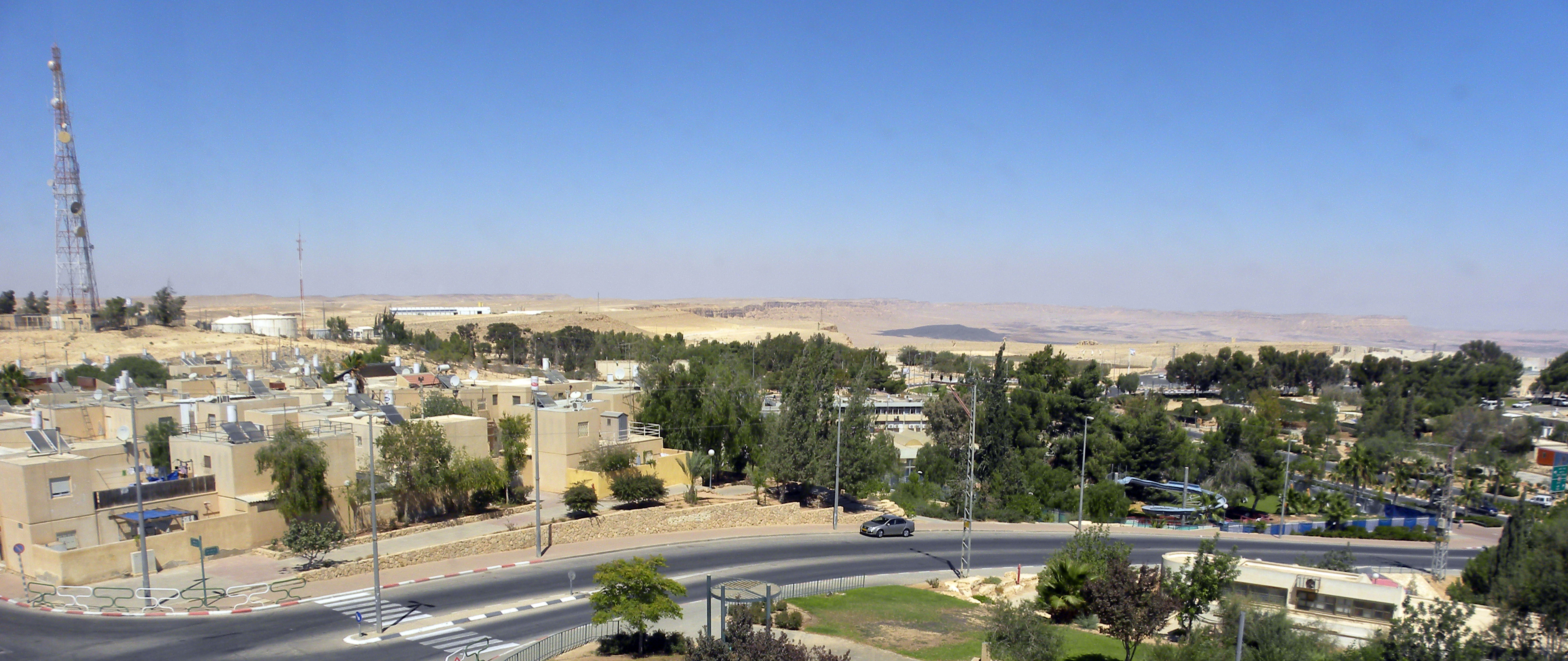
Mitzpé Ramón.

Mitzpé Ramón se fundó, como muchas ciudades en desarrollo israelíes, después de la creación del estado de Israel. El 1953, unos cuantos inmigrantes soviéticos de la antigua URSS fueron llevados a la zona y les pidieron que construyeran un poblado. Posteriormente, Mitzpé Ramón siguió creciendo hasta llegar a ser una ciudad. La intención inicial era que fuera el centro urbano de la región del Néguev central. Antes de la construcción de la autopista del valle de Araba en 1996, la única carretera que llevaba hasta Eilat pasaba por Mitzpé Ramón, lo cual aceleró el crecimiento de la población. Actualmente, esta carretera tiene una importancia menor. Debido al aislamiento, Mitzpé Ramón no llegó a contar con un gran número de habitantes, el municipio tiene menos de 5.000 personas.

## Clima
La ciudad se encuentra en una zona desértica, lo cual explica el clima seco. Mitzpé Ramón está a 900 metros sobre el nivel del mar, haciendo que el clima no sea especialmente cálido. Casi no hay precipitación y la vegetación natural es tan escasa, que ni siquiera los nómadas beduinos pasan por la zona.

## Economía

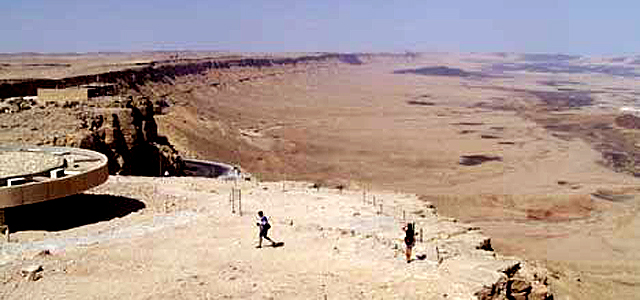
Cráter Ramón.

Uno de los pilares de la economía local es además de la industria, el ejército israelí, que dispone en Mitzpé Ramón de toda una serie de instalaciones militares, una de ellas es la Base Aérea de Ramón, y cuenta con más de 10.000 soldados. La ciudad también recibe algunos turistas atraídos por el cráter cárstico de Ramón (también llamado Maktesh), este cráter es el más grande del Desierto del Néguev. En la ciudad hay un centro de información del cráter y unos cuántos miradores, y es un punto de partida de las excursiones al cráter. Al norte de la ciudad también hay las ruinas de la ciudad nabatea de Avdat y el kibutz Sde Boker, en el cual el Primer Ministro de Israel (Rosh HaMemshalá) David Ben Gurion tenía una casa.